# Амапа (муниципалитет)
Амапа́ (порт. Amapá) — муниципалитет в бразильском штате Амапа. Входит в экономико-статистический микрорегион Амапа, который является частью мезорегиона Север штата Амапа. Население составляет 8069 человек на 2010 год. Занимает площадь 9167,617 км². Плотность населения — 0,88 чел./км².

## География
Муниципалитет Амапа расположен на северо-востоке штата Амапа. Средняя высота над уровнем моря составляет 8,64 м.

## Границы
Муниципалитет Амапа граничит
- на севере и на западе —  муниципалитет Калсуэни
- на востоке —  Атлантический океан
- на юге —  муниципалитеты Кутиас, Макапа
- на юго-западе —  муниципалитеты Тартаругалзинью, Пракууба

### Климат
Климат жаркий и влажный. Температура колеблется от 20 до 34 °C.

## История
Город основан в 1901 году.

## Демография
Согласно сведениям, собранным в ходе переписи 2010 г. Национальным институтом географии и статистики (IBGE), население муниципалитета Амапа составляет
| Полное население                               | Полное население                               | Полное население                               | Полное население                               | 8069  |
| ---------------------------------------------- | ---------------------------------------------- | ---------------------------------------------- | ---------------------------------------------- | ----- |
| в том числе:                                   | Городское население                            | 6959                                           | Процент городского населения, %                | 86,24 |
|                                                | Сельское население                             | 1110                                           | Процент сельского населения, %                 | 13,76 |
|                                                | Мужское население                              | 4211                                           | Процент мужского населения, %                  | 52,19 |
|                                                | Женское население                              | 3858                                           | Процент женского населения, %                  | 47,81 |
| Плотность населения, чел/км²                   | Плотность населения, чел/км²                   | Плотность населения, чел/км²                   | Плотность населения, чел/км²                   | 0,88  |
| Население муниципалитета в % к населению штата | Население муниципалитета в % к населению штата | Население муниципалитета в % к населению штата | Население муниципалитета в % к населению штата | 1,21  |

По данным оценки 2015 года, население муниципалитета составляет 8622 жителя.

## Административное деление
Муниципалитет состоит из 2 дистриктов:
| № | Наименование дистрикта | Наименование дистрикта (порт.) | Территория, км² | Население, чел.(2010) | Население, чел.(2010) | Население, чел.(2010) | Плотность населения, чел./км² | Код дистрикта |
| № | Наименование дистрикта | Наименование дистрикта (порт.) | Территория, км² | всего                 | городское             | сельское              | Плотность населения, чел./км² | Код дистрикта |
| 1 | Амапа                  | Amapá                          | 4712            | 7130                  | 6394                  | 736                   | 1,51                          | 160010505     |
| 2 | Сукурижу               | Sucuriju                       | 4455            | 939                   | 565                   | 374                   | 0,21                          | 160010515     |

## Важнейшие населенные пункты
| № | Населённый пункт | Населённый пункт (порт.) | Категория | Население чел. (2010) (место среди н.п. штата) | На карте                       |
| - | ---------------- | ------------------------ | --------- | ---------------------------------------------- | ------------------------------ |
| 1 | Амапа            | Amapá                    | город     | 6394 (10)                                      | 2°03′04″ с. ш. 50°47′27″ з. д. |
| 2 | Сукурижу         | Sucuriju                 | город     | 565 (37)                                       | 1°40′30″ с. ш. 49°56′00″ з. д. |
| 3 | Пикуйя-ду-Амапа  | Piquiá do Amapá          | поселок   | 334 (54)                                       | 1°52′14″ с. ш. 50°55′34″ з. д. |

## Статистика
- Индекс развития человеческого потенциала на 2000 год составляет 0,720 (данные: Программа развития ООН).